# Завод за асинхронни електродвигатели
„Заводът за асинхронни електродвигатели“ е бивш завод за производство на асинхронни електродвигатели в Пловдив.

## История
На 15 март 1953 г. в Пловдив е създаден Трактороремонтен завод. Първият електродвигател в завода е произведен на 20 януари 1961 г. От същата година предприятието се обособява като Завод за асинхронни електродвигатели. В него се произвеждат трифазни асинхронни дригатели с късосъединен ротор за общо предназначение, с цилинричен и конусен ротор за телфери, с външен ротор за климатична и вентилационна техника, електродвигатели за изчислителна техника и по линия на СИВ – електродвигатели МО-160.
За производството на тези изделия се използват предимно местни суровини и материали. Към 1978 г. е коопериран с 38 български промишлени предприятия, от които получава чугунени отливки, магнити, пружини и други материали. Част от продукцията се изнася в СССР, ГДР, Полша, ФРГ, Италия, Дания, Венецуела, Ливан, Иран и други страни. На Пловдивския международен панаир е награден със златни медали за електромотор АОП-132 и 160 през 1969 г. и за серия електродвигатели МО-160 през 1978 г.
През 1981 г. са произведени 246 679 броя двигателя. След 1985 г. се усвои производството на серията микродвигатели, използвани от руската космическа програма. За производството на Завода за запаметяващи устройства в Пловдив, се усвоява образеца на водещ и на касетен двигател от японската изчислителна машина ФАКОМ. Усвоява се също и производството на стъпков двигател за флопидисковите устройства на ЗЗУ - Стара Загора и стъпков двигател за плотер. Построен е нов завод за микродвигатели с капацитет 600 хил. броя годишно. През 1987-1988 г. производството достигна 150 хил. броя.